# Zaire en los Juegos Olímpicos de Atlanta 1996
Zaire (actualmente República Democrática del Congo) estuvo representado en los Juegos Olímpicos de Atlanta 1996 por un total de 14 deportistas, 2 hombres y 12 mujeres, que compitieron en 2 deportes.
La portadora de la bandera en la ceremonia de apertura fue la jugadora de baloncesto Lukengu Ngalula. El equipo olímpico no obtuvo ninguna medalla en estos Juegos.